# Кано, Херман
Херма́н Эсекиэ́ль Ка́но Река́льде (исп. Germán Ezequiel Cano Recalde; род. 2 января 1988, Ломас-де-Самора, Буэнос-Айрес или Посадас) — аргентинский футболист, нападающий клуба «Флуминенсе».

## Биография
Кано — воспитанник клуба «Ланус». 14 февраля 2008 года в матче Кубка Либертадорес против уругвайского «Данубио» он дебютировал за клуб. 30 марта в поединке против «Сан-Лоренсо» Херман забил свой первый гол за «Ланус» в аргентинской Примере. В своём дебютном сезоне Херман стал чемпионом Аргентины. Летом 2009 года он на правах аренды перешёл в «Чакарита Хуниорс». 30 августа в матче против «Ривер Плейта» Кано дебютировал за новую команду. 13 декабря в поединке против «Расинга» он забил свой первый гол за «Чакариту». В начале 2011 года Херман на правах аренды перешёл в «Колон». 13 февраля в матче против «Кильмес» он дебютировал за новый клуб.
Летом 2011 года Херман ушёл в аренду в колумбийский «Депортиво Перейра». 29 августа в матче против «Ла Экидад» он дебютировал в Кубке Мустанга. В этом же поединке Кано забил свой первый гол за «Депортиво». Следующие полгода Кано провёл на правах аренды в парагвайском «Насьонале». 18 февраля 2012 года в матче против «Гуарани» он дебютировал в парагвайской Примере. В этом же поединке Кано забил свой первый гол за столичный клуб.
Летом 2012 года Херман перешёл в «Индепендьенте Медельин». 29 июля в матче против «Депортиво Пасто» он дебютировал за новый клуб. В этом же поединке Кано забил свой первый гол за Индепендьенте «Медельин». В этом же сезоне он помог клубу завоевать серебряные медали первенства, а также стал лучшим бомбардиром чемпионата. В 2014 году с шестнадцатью мячами Кано вновь стал лучшим снайпером турнира.
В начале 2015 года Херман перешёл в мексиканскую «Пачуку». 1 февраля в матче против «Гвадалахары» он дебютировал в мексиканской Примере. 15 марта в поединке против УАНЛ Тигрес Кано забил свой первый гол за «Пачуку». В начале 2016 года Херман на правах аренды присоединился к «Леону». 10 января в матче против «Сантос Лагуна» он дебютировал за «львов». В этом же поединке Кано сделал «дубль», забив свои первые голы за новую команду. В начале 2018 года Херман на правах аренды вернулся в «Индепендьенте Медельин». По итогам Апертуры он с 12 мячами в третий раз стал лучшим бомбардиром чемпионата.
С 2020 года аргентинец выступает в Бразилии. Два сезона в «Васко да Гаме» стали для нападающего весьма продуктивного с точки зрения личной статистики. Однако сама команда находилась в тяжелейшем кризисе, сначала вылетев в Серию B, а затем не сумев побороться за возвращение в элиту. 13 января 2022 года Кано перешёл в другой клуб из Рио-де-Жанейро — «Флуминенсе». Контракт подписан до декабря 2023 года. 5 ноября 2022 года в домашнем матче 36-го тура Серии A 2022 против «Сан-Паулу» (3:1) игрок оформил хет-трик и тем самым стал рекордсменом чемпионата Бразилии по количеству забитых мячей в одном сезоне среди иностранцев (колумбиец Виктор Аристисабаль отличился 21 раз за «Крузейро» в 2003 году), а также побил несколько клубных рекордов (например, стал лучшим бомбардиром по количеству голов в сезоне в официальных матчах за «Флу» вообще и среди иностранцев в частности — 44). 13 ноября 2022 года в гостевом матче заключительного 38-го тура Серии A 2022 против «Ред Булл Брагантино» на 30-й минуте забил единственный гол и с 26-ю мячами стал победителем гонки голеодоров (в 5-й раз в истории лучшим бомбардиром Brasileirão стал представитель «Флуминенсе»).

## Достижения
Командные
- Чемпион Аргентины (1): Апертура 2007
- Обладатель Кубка Колумбии (1): 2019
- Чемпион штата Рио-де-Жанейро (1): 2022

Личные
- Футболист года в Колумбии (1): 2018
- Лучший бомбардир чемпионата Колумбии (5): Финалисасьон 2012 (9 мячей), Финалисасьон 2014 (16 мячей), Апертура 2018 (12 мячей), Апертура 2019 (21 мяч), Финалисасьон 2019 (13 мячей)
- Лучший бомбардир Кубка Колумбии (1): 2019
- Лучший бомбардир в истории клуба «Индепендьенте Медельин» — 129 мячей
- Лучший бомбардир Кубка Бразилии (1): 2022 (5 голов, совместно с Жулиано)
- Лучший бомбардир чемпионата Бразилии (1): 2022 (26 голов)
- Лучший бомбардир чемпионата штата Рио-де-Жанейро: 2023 (16 голов)
- Футболист года в Южной Америке (1): 2023